# Иван Шотов
Иван Христов Шотов е български предприемач, търговец, общественик и дарител.

## Биография
Роден е на 25 декември 1889 година в костурското село Загоричани, тогава в Османската империя. Баща му е българският революционер Христо Шотов, а чичо му е българският предприемач и дарител Илия Шотов. Първоначално Иван Шотов учи в местото училище. След преселването на баща му във Варна, Иван Шотов завършва средното си образование в черноморския град. След като завършва гимназия Иван започва да се занимава с търговия. Търгува със сечива и промишлени изделия за селата към Добрич и земеделски продукти към града.
В 1919 година купува акции в акционерно дружество „Вулкан – Варна“. С годините натрупва опит и постепенно се превръща в мотор за развитието на фабриката. Обикаля из страната, рекламира и продава изделията на фабриката. Непрекъснато събира мнения на клиентите за качествата и недостатъците на продуктите, които лансира. С течение на времето Иван Шотов успява да увеличи тежестта си в дейността и развитието на фабриката, както и дяловото си участие. Първоначално става член на управителния съвет, а по-късно и директор на фабриката. Иван Шотов е директор на фабрика „Вулкан“ във Варна от 1935 година до смърта си в 1941 година. Дейността си във фабриката съвместява с председателското място във Варненската търговската индустриална камара. Развива широка дейност за фабриката си и работниците в нея – след посещение в Германия, където се запознава с условията на работа в местните фабрики решава да направи бани за работниците и лечебница към фабриката.
Иван Шотов е един от дарителите за построяване на варненския колодрум. Когато България печели балканската титла по футбол в 1932 година, той закупува екипи на варненския клуб.
Фабриката се развива успешно, като са открити представителства в София и Пловдив, но прекомерната работа се отразява на здравето му и в 1941 година получава инсулт и умира на 13 декември 1941 година на 52 години.
Синът му Кочо Шотов също става директор на фабриката „Вулкан“.